# Іде Юрі
Юрі Іде (яп. 井出 樹里, Ide Juri, 9 червня 1983, Токіо, Японія) — японська тріатлоністка. Учасниця Олімпійських ігор 2008 року в Пекіні і 2012 року в Лондоні..

## Досягнення
Чемпіонат Азії
- Перше місце в естафеті (1): 2019
- Друге місце (2): 2015, 2019
- Третє місце (2): 2007, 2008

Азійські ігри
- Друге місце (1): 2014

Азійські пляжні ігри
- Перше місце (1): 2010

Світова серія
- Третє місце (4): 2009 (Південна Корея), 2009 (Йокогама, Японія), 2014 (Чикаго, США), 2017 (Голд-Кост, Австралія)

Кубок світу
- Перше місце (3): 2009 (Ішігакі, Японія), 2011 (Уатулько, Мексика), 2017 (Сарасота, США)
- Друге місце (1): 2007 (Ейлат, Ізраїль)
- Третє місце (1): 2013 (Ішігакі, Японія)

Кубок Азії:
- Перше місце (2): 2006 (Амакуса, Японія), 2007 (Меконг, Таїланд)
- Третє місце (1): 2011 (Сеул, Південна Корея)

Кубок Африки:
- Перше місце (1): 2019 (Дахла, Західна Сахара)

## Статистика
Статистика виступів на головних турнірах:
| Дата | Назва турніру    | Місце | Очки     | Примітки |
| ---- | ---------------- | ----- | -------- | -------- |
| 2007 | Чемпіонат світу  | 33    | 01:58:34 |          |
|      | Кубок світу      | 22    | 126      | [ 3 ]    |
| 2008 | Чемпіонат світу  | 11    | 02:04:37 |          |
|      | Олімпійські ігри | 5     | 02:00:22 |          |
|      | Кубок світу      | 24    | 82       | [ 4 ]    |
| 2009 | Світова серія    | 7     | 2479     | [ 5 ]    |
| 2010 | Світова серія    | 27    | 1026     |          |
| 2011 | Світова серія    | 86    | 216      |          |
| 2012 | Олімпійські ігри | 34    | 2:04:43  |          |
| 2012 | Світова серія    | 18    | 2010     |          |
| 2013 | Світова серія    | 13    | 2012     |          |
| 2014 | Світова серія    | 11    | 2309     |          |
| 2015 | Світова серія    | 36    | 1201     |          |
| 2016 | Світова серія    | 46    | 878      |          |
| 2017 | Світова серія    | 27    | 1319     |          |
| 2018 | Світова серія    | 31    | 1292     |          |
| 2019 | Світова серія    | 47    | 500      |          |